# Vosmaeropsis inflata
Vosmaeropsis inflata är en svampdjursart som beskrevs av Tanita 1942. Vosmaeropsis inflata ingår i släktet Vosmaeropsis och familjen Heteropiidae.
Artens utbredningsområde är havet utanför Chile. Inga underarter finns listade i Catalogue of Life.